# Victoriano Fernández Ascarza
Victoriano Fernández Ascarza (Marañón (Navarra), España, 1870- Cercedilla, Madrid, 9 de agosto de 1934) fue un astrónomo y pedagogo español, miembro de la Asamblea Nacional y de la Junta para Ampliación de Estudios e Investigaciones Científicas (JAE).
Tras hacer el bachillerato en Logroño con una pensión extraordinaria, se graduó como maestro en la Escuela Normal de Madrid. Ingresó en la Universidad Central, consiguiendo el doctorado en Derecho y Ciencias Fisicomatemáticas, con la tesis «Astronía (sic) física: mecánica estelar y espectro-fotografía», publicada en 1903.
Fue miembro de la Asociación Meteorológica y del Instituto Geográfico y llegó a dirigir el Observatorio Astronómico de Madrid y asistió como conferenciante representando a España en los Congresos Internacionales de Astronomía celebrados en su época en Europa.
Miembro de la Asociación de la Prensa de Madrid desde 1896, dirigió las revistas: El Magisterio Español, La Agricultura de España, y el Diario Universal; trabajó como redactor en La Naturaleza y fundó el ‘Boletín del Observatorio de Madrid.

## Obras
- Colección de problemas de aritmética : razonados y resueltos analíticamente (1897), con Ezequiel Solana.
- Diccionario de legislación de primera enseñanza (1910).[4]
- Diccionario de Legislación de Primera Enseñanza / por D. Victoriano F. Ascarza. Madrid : [s.n. (Imp. de "El Magisterio Español"), 1914. 1 tomo en 3 v. Digitalizado en Biblioteca Digital Hispánica
- El Cielo. Nociones de Astronomía popular dispuestas para lectura en las escuelas (1923, 4.ª ed) (Digitalizada en Mediateca de EducaMadrid). Madrid, El Magisterio Español, il., 185 p., 18 cm. Otras ediciones: 1.ª ed. 1918; 2.ª ed. 1920. 219 p.; 3.ª ed. 1922. 199 p. (Digitalizada en la Biblioteca Digital Hispánica); 5.ª ed. 1925. 185 p.; 6.ª ed. 1926. 185 p.; 7.ª ed. 1928. 187 p.; 7.ª tirada (sic) 1929, 185 p.; 8 .ª tirada 1931 185 p; 9.ª tirada 1932; 10.ª tirada 1934 189 p.; [1934 muere el autor]; 1935 189 p., 20 cm., [mayor tamaño y papel excelente]; 1939 189 p. ["A. V. " Año de la Victoria]; 31.ª ed. 194? 189 p, 20 cm.; 33.ª ed. 195? 189 p.
- Primeras lecturas :obra propia para escuelas de párvulos y el grado preparatorio de las elementales de ambos sexos / por Ezequiel Solana y Victoriano F. Ascarza. Madrid : Magisterio Español, 1932, 2 v. (173, 173 p.).Digitalizada en Biblioteca Digital Hispánica.
- Lecturas ciudadanas (educación cívica) : Francisco Pi y Margall, Emilio Castelar, Nicolás Salmerón, Joaquín Costa, Pablo Iglesias / Victoriano F. Ascarza. Madrid, Magisterio Español, 1933, 2.ª ed., 169 p. Digitalizada en Biblioteca Digital Hispánica.
- Constitución de la República Española  / comentarios de Victoriano F. Ascarza. Madrid, Magisterio Español, 1932, 174 p. Digitalizada en Biblioteca Digital Hispánica.

Además de diversos manuales escolares utilizados en el primera cuarto del siglo xx.